# Mutsu (Aomori)
Pour les articles homonymes, voir Mutsu.
Mutsu (むつ市, Mutsu-shi) est une ville située dans la préfecture d'Aomori, sur l'île de Honshū, au Japon.

## Géographie

### Situation
Mutsu est située dans le nord-est de la préfecture d'Aomori, sur la péninsule de Shimokita. Elle est bordée par la baie de Mutsu au sud.

### Démographie
En novembre 2019, la population de Mutsu s'élevait à 56 852 habitants, répartis sur une superficie de 864,12 km2.

### Climat
| Mois                                             | jan.       | fév.       | mars       | avril     | mai       | juin      | jui.      | août      | sep.      | oct.      | nov.      | déc.       | année      |
| ------------------------------------------------ | ---------- | ---------- | ---------- | --------- | --------- | --------- | --------- | --------- | --------- | --------- | --------- | ---------- | ---------- |
| Température minimale moyenne (°C)                | −4,9       | −4,9       | −2         | 2,8       | 7,8       | 12,2      | 16,9      | 18,4      | 14,2      | 7,2       | 2,1       | −2,5       | 5,6        |
| Température moyenne (°C)                         | −1,2       | −0,9       | 2,3        | 7,6       | 12,5      | 16,1      | 20,1      | 21,8      | 18,7      | 12,7      | 6,8       | 1,2        | 9,8        |
| Température maximale moyenne (°C)                | 1,8        | 2,4        | 6,3        | 12,7      | 17,8      | 20,8      | 24,1      | 25,8      | 23,2      | 17,6      | 10,9      | 4,4        | 14         |
| Record de froid (°C) date du record              | −22,1 1938 | −22,4 1984 | −18,8 1957 | −9,6 1941 | −2,8 1955 | 1,8 1954  | 6,1 1976  | 9 1993    | 1,9 1969  | −2,9 1950 | −9,6 1998 | −17,9 1946 | −22,4 1984 |
| Record de chaleur (°C) date du record            | 10,9 1988  | 13,8 2010  | 19,2 2018  | 26,8 1998 | 31 2019   | 30,3 1987 | 34,7 2012 | 34,5 2010 | 33,5 2020 | 26,2 2019 | 21,3 2003 | 17,2 2004  | 34,7 2012  |
| Ensoleillement (h)                               | 67,7       | 88,2       | 141,3      | 184,7     | 196,9     | 163,6     | 131,5     | 139       | 145       | 150,7     | 98,3      | 70,6       | 1 577,4    |
| Précipitations (mm)                              | 102,2      | 86,8       | 85,3       | 78,7      | 98,3      | 95,1      | 129,5     | 171,8     | 163,8     | 120,8     | 114,9     | 110,5      | 1 357,6    |
| dont neige (cm)                                  | 121        | 104        | 61         | 4         | 0         | 0         | 0         | 0         | 0         | 0         | 10        | 66         | 365        |
| Nombre de jours avec précipitations              | 17,6       | 14,8       | 13,4       | 10,7      | 10,3      | 8,2       | 9,2       | 9,9       | 10,2      | 11,6      | 14,6      | 16,4       | 146,9      |
| dont nombre de jours avec précipitations ≥ 10 mm | 2,4        | 2,1        | 2,4        | 2,4       | 3,1       | 3,1       | 3,9       | 4,7       | 4,3       | 2,9       | 3,2       | 3,1        | 37,8       |
| Humidité relative (%)                            | 74         | 73         | 71         | 70        | 76        | 83        | 86        | 85        | 82        | 77        | 74        | 74         | 77         |
| Nombre de jours avec neige                       | 20,7       | 17,3       | 10,6       | 1,1       | 0         | 0         | 0         | 0         | 0         | 0         | 2,4       | 11,8       | 64         |
| Nombre de jours avec brouillard                  | 1          | 0,7        | 1,1        | 1,9       | 2,7       | 4,2       | 3,1       | 2,4       | 1,5       | 0,7       | 0,6       | 0,4        | 20         |

| Diagramme climatique                                  |             |           |             |             |              |               |               |               |              |              |              |
| J                                                     | F           | M         | A           | M           | J            | J             | A             | S             | O            | N            | D            |
| 1,8−4,9102,2                                          | 2,4−4,986,8 | 6,3−285,3 | 12,72,878,7 | 17,87,898,3 | 20,812,295,1 | 24,116,9129,5 | 25,818,4171,8 | 23,214,2163,8 | 17,67,2120,8 | 10,92,1114,9 | 4,4−2,5110,5 |
| Moyennes : • Temp. maxi et mini °C • Précipitation mm |             |           |             |             |              |               |               |               |              |              |              |

## Histoire
La ville de Mutsu a été créée le 1er septembre 1959 de la fusion des anciens bourgs d'Ōminato et Tanabu. Tanabu avait été l'emplacement d'un daikansho sous le domaine de Morioka à l'époque d'Edo, et était une zone de réinstallation et de colonisation pour les anciens samouraïs dépossédés du domaine d'Aizu vaincu après la guerre de Boshin. Le village d'Ōminato a été établi avec la création du système des municipalités modernes le 1er avril 1889, et a été élevé au rang de ville le 10 novembre 1928. Ōminato était une ville portuaire et abritait le district de garde d'Ōminato, une base importante de la Marine impériale japonaise jusqu'à la fin de la Seconde Guerre mondiale. La ville et sa base militaire ont été bombardées à plusieurs reprises de la mi-juillet à la mi-août 1945 pendant le conflit. Les installations de la base ont été utilisées par la marine américaine pendant l'occupation du Japon et, à une échelle réduite, par la Force d'autodéfense maritime du Japon jusqu'à ce jour.
Ōminato a fusionné avec la ville adjacente de Tanabe pour former la ville Ōminato-Tanabu (couplage des noms de deux villes antécédentes) le 1er septembre 1959 ; son nom a été changé en Mutsu en 1960. À l'époque, c'était la seule ville à avoir un nom en hiragana (むつ), adopté pour éviter toute confusion avec le mot original en kanji Mutsu (陸奥) qui désigne l'ancienne province qui couvrait la majeure partie de la région moderne du Tōhoku.
Le 14 mars 2005, les villes de Kawauchi et Ōhata ainsi que le village de Wakinosawa (tous du district de Shimokita) ont été fusionnés dans Mutsu.

## Transports
Mutsu est desservie par la ligne Ōminato de la compagnie JR East.

## Jumelage
- Port Angeles (États-Unis)

## Personnalités liées à la ville
- Yūzō Kawashima (1918-1963), réalisateur
- Ryū Fujisaki (né en 1971), mangaka
- Ken'ichi Matsuyama (né en 1985), acteur